# Commission des institutions politiques
En Suisse, la Commission des institutions politiques (CIP ; en allemand : Staatspolitische Kommission, SPK ; en italien : Commissione delle istituzioni politiche, CIP ; en romanche : Cumissiun d'instituziuns politicas, CIP ; en anglais : Political Institutions Committee, PIC) est une commission parlementaire fédérale qui traite des affaires législatives concernant les institutions politiques.

## Description
Il existe deux commissions des institutions politiques, une par chambre de l'Assemblée fédérale : la Commission des institutions politiques du Conseil national (CIP-N), qui compte 25 membres, et la Commission des institutions politiques du Conseil des États (CIP-E), qui en compte 13.
Les CIP sont des commissions thématiques (ou commissions législatives) permanentes. Elles ont été créées en 1991.

## Attributions
Les CIP traitent des questions liées à l'organisation du gouvernement et de l'administration fédérale, notamment la répartition des tâches entre les autorités fédérales, aux relations entre la Confédération et les cantons, aux droits politiques, au droit des étrangers et au droit d'asile. La protection des données et la statistique fédérale sont également de leur ressort.

## Travaux
Lors de la 51e législature, la CIP-N institue une sous-commission « Parlement en situation de crise », chargée d'examiner la capacité d'action du Parlement lors de crises, en particulier à la lumière de la pandémie de COVID-19. Les CIP traitent également lors de cette législature de la question du vote électronique,,.
Lors de la 50e législature, les CIP traitent notamment de la mise en œuvre de l'initiative populaire « Contre l'immigration de masse », de la question du financement des partis,, de la question du vote électronique et de la question de l'ouverture du mariage aux personnes de même sexe,.